# オサメ・サハラウィ
オサメ・サハラウィ（Osame Sahraoui, 2001年6月11日 - ）は、ノルウェー・オスロ出身のサッカー選手。リーグ・アン・LOSCリール所属。ポジションは FW。

## クラブ経歴

### ヴォレレンガ・フォトバル
2014年にヴォレレンガ・フォトバルのユースチームに入団。2019年5月にトップチーム昇格が決まり、プロ契約を締結。2020年6月21日のスターベクIF戦でプロデビュー。7月22日には2023年までの契約延長に合意。同月26日のストレームスゴトセトIF戦では、プロ初ゴールを記録。同年シーズンは26試合4ゴールを記録。2022年シーズンは6ゴールを決めた。

### SCヘーレンフェーン
2023年1月31日、SCヘーレンフェーンと2026年までの契約を締結。2023-24シーズンは8ゴールを決めた。

### LOSCリール
2024年8月1日、LOSCリールと5年契約を締結した。

## 代表経歴
2023年にU-21のノルウェー代表としてUEFA U-21欧州選手権2023に出場。同年8月にフル代表に招集。29日のUEFA EURO 2024予選のジョージア戦で代表デビューを果たした。

## 人物
- 元ノルウェー代表のモハメド・フェッラーは叔父にあたり、共にモロッコにルーツを持つ[9]。